# Phà An Bình
Phà An Bình là một tuyến phà ngang qua sông Cổ Chiên, nối liền phường 2, thành phố Vĩnh Long với bốn xã Cù lao An Bình thuộc huyện Long Hồ, tỉnh Vĩnh Long, Việt Nam. Phà đóng vai trò quan trọng trong việc vận chuyển người dân, phương tiện qua lại giữa hai bờ sông, góp phần thúc đẩy giao thương, kinh tế và du lịch địa phương.

## Vấn đề an toàn
Phà An Bình, nằm ở thành phố Vĩnh Long, Việt Nam, là một điểm quan trọng kết nối thành phố này với bốn xã Cù lao An Bình thuộc huyện Long Hồ. Mặc dù đóng vai trò quan trọng trong việc vận chuyển hàng hóa và du khách, Phà An Bình đang đối mặt với một số thách thức về an toàn. 

### Trật tự an toàn
Khi phà vừa cập bến, người dùng xe máy thường chen chúc, lao xuống phà mà không chờ đến khi phương tiện dưới phà đã lên hết. Họ thậm chí khởi động động cơ và đi xuống đoạn đường dốc trước khi phà dừng di chuyển. Điều này tạo ra nguy cơ mất an toàn cho người và phương tiện khi qua lại trên phà. 

### Xe ô tô
Mặc dù có biển báo cấm ô tô, nhưng xe ô tô vẫn lên xuống phà. Các cơ quan chức năng đã nhắc nhở chủ phương tiện không chở ô tô vượt sông, nhưng việc này vẫn diễn ra. 

### Sạt lở
Khu vực hoạt động của phà An Bình có nguy cơ sạt lở cao. Điều này không chỉ ảnh hưởng đến hoạt động của phà mà còn đe dọa an toàn của người dân và du khách. 

### Bến bãi
Bến bãi tại Phà An Bình không đủ tiêu chuẩn, nhỏ hẹp và xuống cấp. Điều này gây khó khăn cho việc lên xuống phà, đặc biệt là trong trường hợp của xe ô tô. 

## Di dời
Phà An Bình đã hoạt động từ nhiều năm qua, trở thành một phần không thể thiếu trong đời sống của người dân địa phương. Tuy nhiên, do tình trạng sạt lở bờ sông và nguy cơ mất an toàn, UBND tỉnh Vĩnh Long đã quyết định di dời bến phà này vào tháng 9 năm 2024.
Bến phà An Bình ban đầu nằm tại phường 1, thành phố Vĩnh Long và xã An Bình, huyện Long Hồ. Từ ngày 15 tháng 9 năm 2024, bến phà được di dời đến vị trí mới thuộc địa phận Phường 2 (Xóm Chài), cách vị trí cũ khoảng 400 mét về phía thượng nguồn. Bến phà mới được xây dựng nhằm đảm bảo an toàn và thuận tiện cho việc đi lại của người dân.

## Hình ảnh

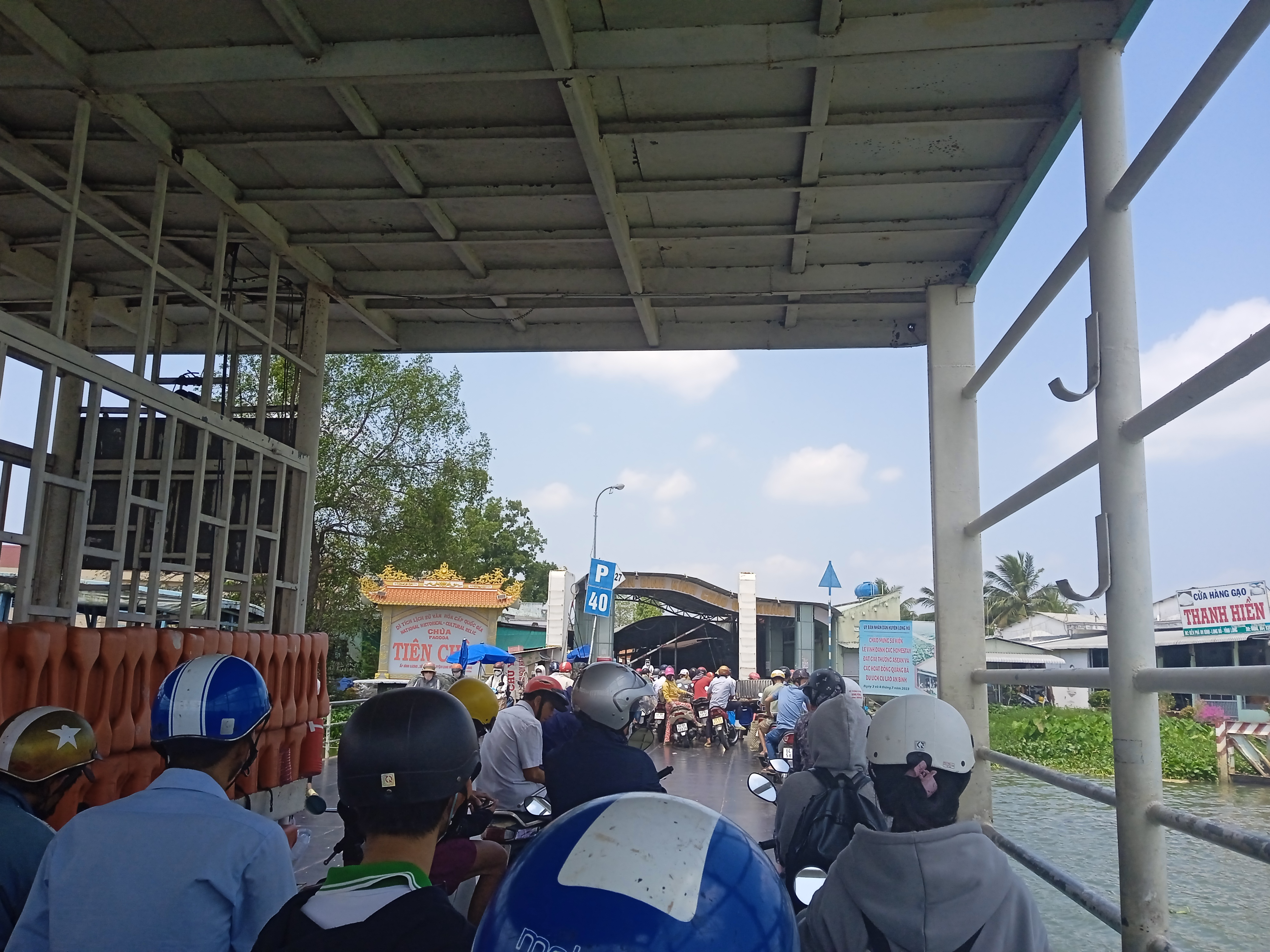
Phà An Bình bên bờ xã An Bình, huyện Long Hồ
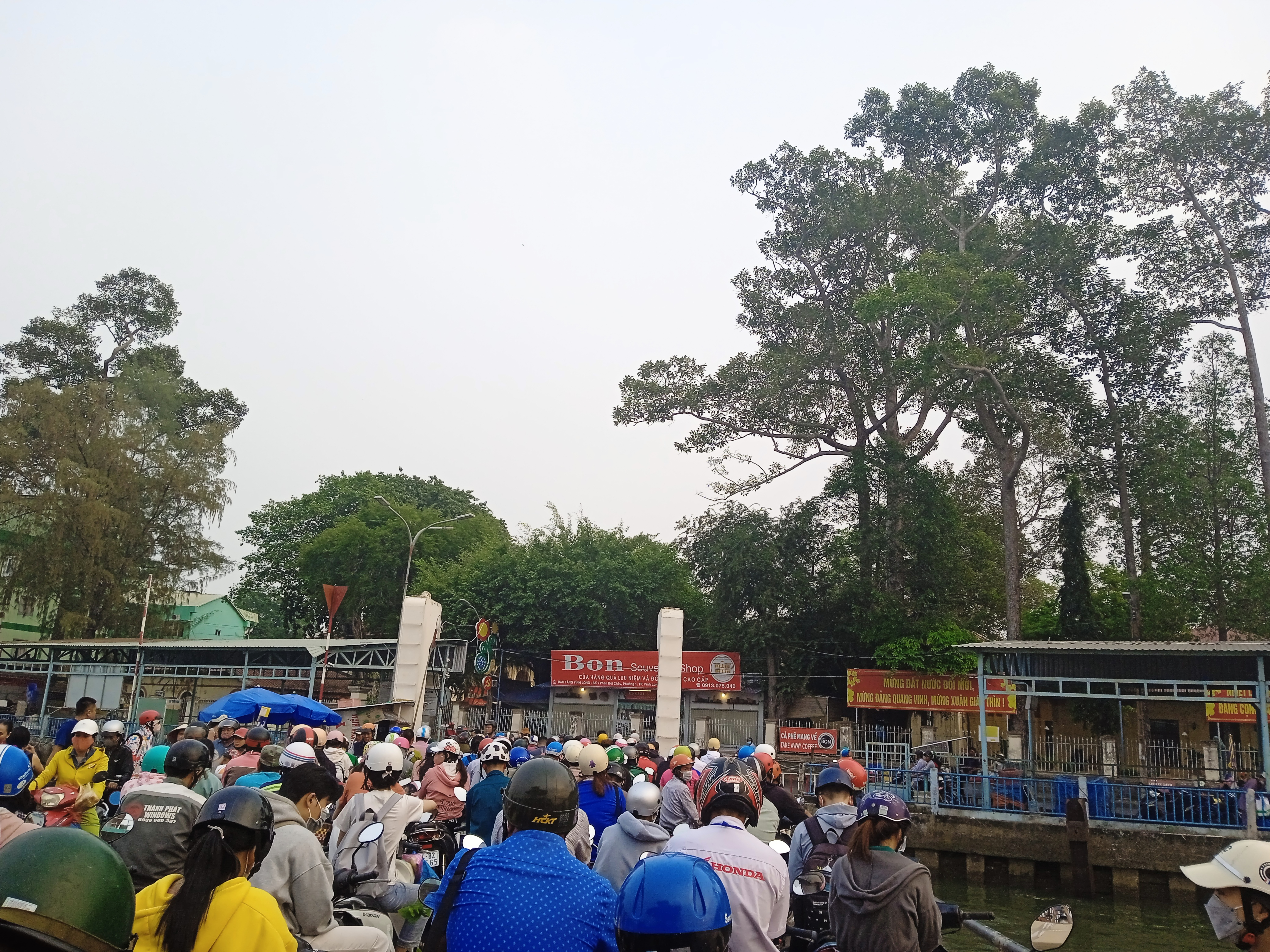
Phà An Bình bên bờ phường 1, thành phố Vĩnh Long